# Сажин, Денис Владимирович
Дени́с Влади́мирович Са́жин (род. 21 июня 1977, Свердловск) — российский хоккеист.

## Биография
Родился 21 июня 1977 года. Воспитанник свердловской хоккейной школы. Игровую карьеру начал в 1993 году в екатеринбургских вторых составах «СКА-Автомобилист-2» и «СКА-Авто-2», выступавших в зонах «Урал — Западная Сибирь» и «Урал» Открытого чемпионата России. Сезон 1994/1995 завершил в другом клубе уральской зоны — новоуральском «Кедре» (единственный раз в карьере выступая в необычном для него амплуа защитника).
Начиная со следующего сезона играл в составе клубов Межнациональной хоккейной лиги и Суперлиги — ЦСКА (1995/1996, половину сезона отыграл в ЦСКА-2), самарском ЦСК ВВС (1996/1997), нижнекамском «Нефтехимике» (1997—1999, большую часть сезона 1997/1998 играл в лениногорском «Нефтянике»), екатеринбургском «Динамо-Энергия» (1999/2000) и вновь ЦСК ВВС (1999—2001, по итогам сезона 1999/2000 клуб перешёл в высшую лигу).
После 2001 года в основном представлял клубы высшей и первой лиг российского чемпионата — тюменский «Газовик» (2001/2002, 2004/2005), вновь ЦСК ВВС и курганский «Мостовик» (2002/2003, и 3 игры в следующем сезоне), кирово-чепецкую «Олимпию» и орский «Южный Урал» (2003/2004), барнаульский «Мотор» и вновь «Газовик» (2004/2005), карагандинский «Казахмыс» и павлодарский «Иртыш» (2005/2006), серовский «Металлург» (2005—2007) и вновь «Иртыш» (2007/2008). В составе казахстанских клубов одновременно играл в проходивших в те же сезоны (2005/2006 и 2007/2008) соревнованиях Казахской хоккейной лиги — национальных чемпионате и кубке.
С февраля 2013 года по марта 2015 года был индивидуальным предпринимателем. С декабря 2016 года по сентября 2019 года являлся учредителем и директором ООО ТК «Белая птица».
С 2013 года игрок клубов Екатеринбургской хоккейной лиги — ХК «Металлург» (Екатеринбург), затем (с 2020 года) ХК «СВ-Металл». Одновременно, с 2019 года играет за клуб Нижнетагильской любительской хоккейной лиги «Огнеборец».